# Давид ді Донателло 2018

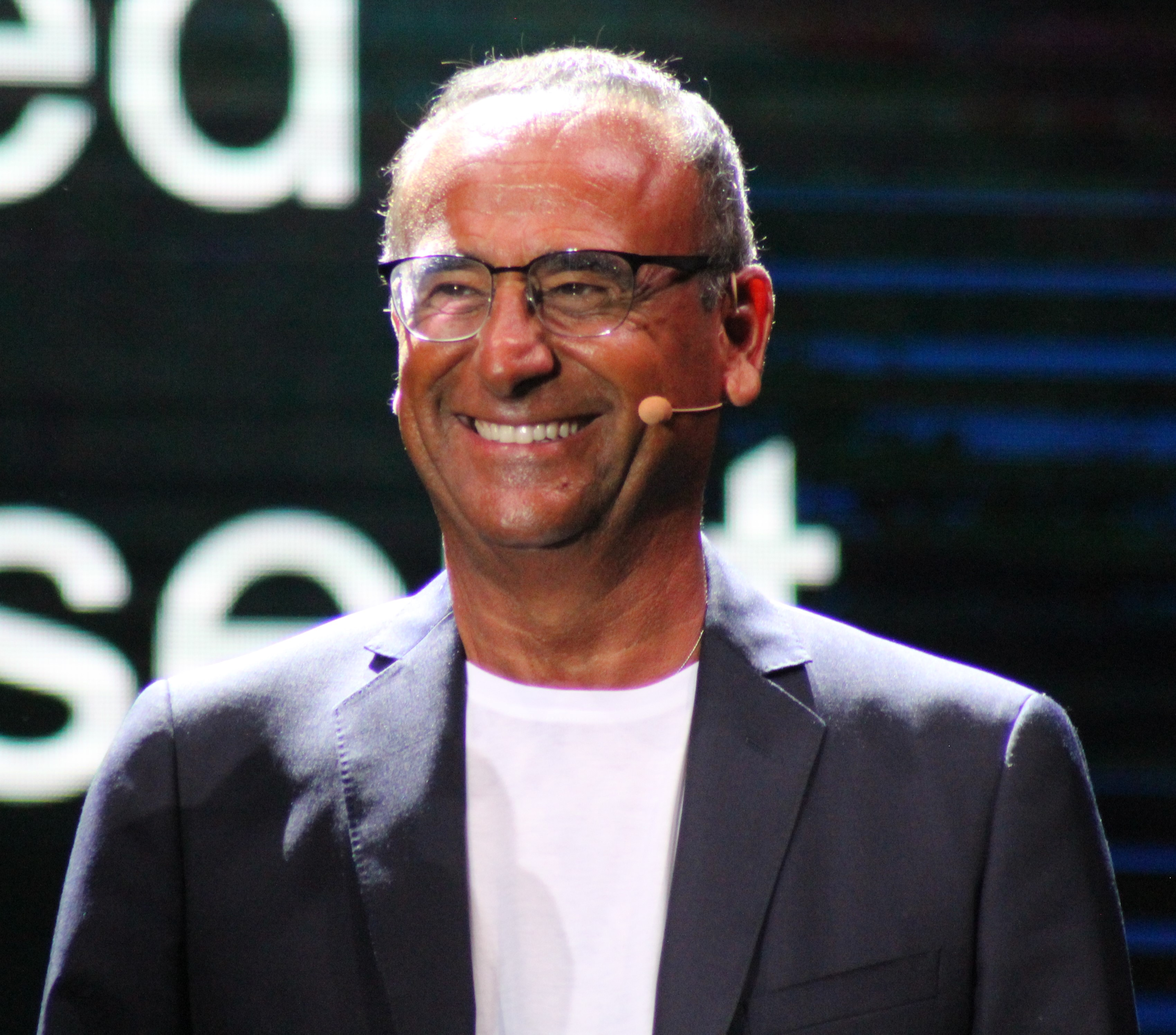
Карло Конті, ведучий 63-ї церемонії «Давид ді Донателло»

63-тя щорічна церемонія вручення премії «Давид ді Донателло» (хибно анонсується як 62-га церемонія) італійської Академії італійського кіно за досягнення в італійському кінематографі за 2017 рік відбулася 21 березня 2018. Пряма трансляція церемонії проходила на каналі «Rai 1». Ведучим виступив італійський телеведучий та шоумен Карло Конті.
Номінанти премії 2018 року були оголошені 14 лютого 2018 року. Фільми, які отримали найбільшу кількість номінацій: «Кохання і злочинний світ» Антоніо Манетті та Марко Манетті — 15, та «Зачарований Неаполь» Ферзана Озпетека — 11.
Найкращим італійським фільмом 2017 року визнано «Кохання і злочинний світ» режисерів Антоніо Манетті та Марко Манетті, яка загалом отримала найбільшу кількість нагород — 5.
Спеціальна премія «Давид ді Донателло» за життєві досягнення були вручені акторкам Стефанії Сандреллі, Даян Кітон та режисерові Стівену Спілбергу.

## Статистика
Фільми, що отримали по декілька номінацій та нагород.
| Фільм                               | Оригінальна назва                 | Номінації | Перемоги |
| ----------------------------------- | --------------------------------- | --------- | -------- |
| • «Кохання і злочинний світ»        | Ammore e malavita                 | 15        | 5        |
| • «Зачарований Неаполь»             | Napoli velata                     | 11        | 2        |
| • «Місце»                           | The Place                         | 8         | —        |
| • «Ніжність»                        | La tenerezza                      | 8         | 1        |
| • «Ніко, 1988»                      | Nico, 1988                        | 8         | 4        |
| • «Кішка-Попелюшка»                 | Gatta Cenerentola                 | 7         | 2        |
| • «Чамбра»                          | A Ciambra                         | 7         | 2        |
| • «Потворні та мерзенні»            | Brutti e cattivi                  | 6         | —        |
| • «Ріккардо йде в пекло»            | Riccardo va all'inferno           | 5         | 1        |
| • «Дівчина в тумані»                | La ragazza nella nebbia           | 4         | 1        |
| • «Сицилійська історія привидів»    | Sicilian Ghost Story              | 4         | 1        |
| • «Фортуната»                       | Fortunata                         | 4         | 1        |
| • «Усе, що забажаєте»               | Tutto quello che vuoi             | 3         | 2        |
| • «Як кішка на кільцевій дорозі»    | Come un gatto in tangenziale      | 3         | —        |
| • «Ізі»                             | Easy — Un viaggio facile facile   | 2         | —        |
| • «Бісміллах»                       | Bismillah                         | 1         | 1        |
| • «Дюнкерк»                         | Dunkirk                           | 1         | 1        |
| • «Квадрат»                         | The Square                        | 1         | 1        |
| • «Яскраве божевілля Марко Феррері» | La lucida follia di Marco Ferreri | 1         | 1        |

## Список лауреатів та номінантів
Переможців у кожній з категорій виділено жирним шрифтом та значком ★.
| Найкращий фільм | Найкращий режисер |
| --- | --- |
| ★ «Кохання і злочинний світ» / Ammore e malavita, реж. Антоніо Манетті, Марко Манетті - «Кішка-Попелюшка» / Gatta Cenerentola, реж. Алессандро Рак, Іван Каппієлло, Маріно Гуарньєрі, Даріо Сансон - «Ніжність» / La tenerezza, реж. Джанні Амеліо - «Ніко, 1988» / Nico, 1988, реж. Сюзанна Нікк'яреллі - «Чамбра» / A Ciambra, реж. Йонас Карпіньяно | ★ Йонас Карпіньяно — «Чамбра» - Джанні Амеліо — «Ніжність» - Паоло Дженовезе — «Місце» - Антоніо Манетті, Марко Манетті — «Кохання і злочинний світ» - Ферзан Озпетек — «Зачарований Неаполь» |
| Найкращий режисерський дебют | Найкращий оригінальний сценарій |
| ★ Донато Каррізі — «Дівчина в тумані» - Козімо Гомес — «Потворні та мерзенні» - Роберто Де Паоліс — «Чисті серця» - Андреа Де Сіка — «Діти ночі» - Андреа Маньяні — «Ізі» | ★ Сюзанна Нікк'яреллі — «Ніко, 1988» - Франческо Бруні — «Усе, що забажаєте» - Йонас Карпіньяно — «Чамбра» - Донато Каррізі — «Дівчина в тумані» - Мікеланджело Ла Неве, Антоніо Манетті, Марко Манетті — «Кохання і злочинний світ» |
| Найкращий адаптований сценарій | Найкращий продюсер |
| ★ Фабіо Грассадонія, Антоніо П'яцца — «Сицилійська історія привидів» - Барбара Альберті, Давиде Барлетті, Лоренцо Конте, Карло Д'Амікіс — «Війна селян» - Джанні Амеліо, Альберто Таральйо — «Ніжність» - Паоло Дженовезе, Ізабелла Агілар — «Місце» - Паоло та Вітторіо Тавіані — «Приватна справа» | ★ Лучано Стелла, Марія Кароліна Терці — «Кішка-Попелюшка» - Марта Донзеллі, Грегоріо Паонесса, Джозеф Росчоп, Валері Борнонілль — «Ніко, 1988» - Джон Коплон, Паоло Карпіньяно — «Чамбра» - Карло Маккітелла, Антоніо Манетті, Марко Манетті — «Кохання і злочинний світ» - Доменіко Прокаччі, Маттео Ровере — «Захочу і зіскочу: Мастерклас» та «Захочу і зіскочу: Революція» |
| Найкращий актор | Найкраща акторка |
| ★ Ренато Карпентьєрі — «Ніжність» - Антоніо Альбанезе — «Як кішка на кільцевій дорозі» - Алессандро Боргі — «Зачарований Неаполь» - Валеріо Мастандреа — «Місце» - Нікола Ночелла — «Ізі» | ★ Жасмін Трінка — «Фортуната» - Валерія Голіно — «Прихований колір речей» - Паола Кортеллезі — «Як кішка на кільцевій дорозі» - Джованна Медзоджорно — «Зачарований Неаполь» - Ізабелла Рагонезе — «Сонце, серце, кохання» |
| Найкращий актор другого плану | Найкраща акторка другого плану |
| ★ Джуліано Монтальдо — «Усе, що забажаєте» - Пеппе Барра — «Зачарований Неаполь» - Алессандро Боргі — «Фортуната» - Карло Буччироссо — «Кохання і злочинний світ» - Еліо Джермано — «Ніжність» | ★ Клаудія Джеріні — «Кохання і злочинний світ» - Соня Бергамаско — «Як кішка на кільцевій дорозі» - Анна Бонаюто — «Зачарований Неаполь» - Джулія Ладзаріні — «Місце» - Мікаела Рамадзотті — «Ніжність» |
| Найкращий оператор | Найкраща музика до фільму |
| ★ Джанфіліппо Кортічеллі — «Зачарований Неаполь» - Лука Біґацці — «Сицилійська історія привидів» - Тім Куртін — «Чамбра» - Фабріціо Луккі — «Місце» - Джанні Маммолотті — «Маларацца: історія передмістя» | ★ Півіо та Альдо Де Скальці — «Кохання і злочинний світ» - Паскуале Каталано — «Зачарований Неаполь» - Франко П'єрсанті — «Ніжність» - Антоніо Фреза, Луїджі Шальдоне — «Кішка-Попелюшка» - Gatto Ciliegia Contro il Grande Freddo — «Ніко, 1988» |
| Найкраща оригінальна пісня | Найкраще художнє оформлення |
| ★ Bang Bang — «Кохання і злочинний світ» - A chi appartieni — «Кішка-Попелюшка» - Fidati di me — «Ріккардо йде в пекло» - Italy — «Сицилійська історія привидів» - The Place — «Місце» | ★ Деніз Гоктюрк Кобанбай, Івана Гаргульйо — «Зачарований Неаполь» - Ноемі Маркіка — «Кохання і злочинний світ» - Мауриціо Сабатіні — «Потворні та мерзенні» - Тоніно Зера — «Дівчина в тумані» - Джанкарло Базілі — «Ніжність» - Лука Сервіно — «Ріккардо йде в пекло» |
| Найкращий дизайн костюмів | Найкращий грим |
| ★ Даніела Салернітано — «Кохання і злочинний світ» ★ Массімо Кантіні Парріні — «Ріккардо йде в пекло» - Ніколетта Таранта — «Аґада» - Анна Ломбарді — «Потворні та мерзенні» - Алессандро Лаї — «Зачарований Неаполь» | ★ Марко Альтієрі — «Ніко, 1988» - Вероніка Луонго — «Кохання і злочинний світ» - Фредеріка Фоглія — «Потворні та мерзенні» - Мауріціо Фадзіні — «Фортуната» - Роберто Пасторе — «Зачарований Неаполь» - Луїджі Сімінеллі, Еммануеле Де Лука, Валентина Янучиллі — «Ріккардо йде в пекло»                                                                                       |
| Найкращі зачіски | Найкращий монтаж |
| ★ Даніела Альтієрі — «Ніко, 1988» - Антоніо Фідато — «Кохання і злочинний світ» - Шарим Сабатіні — «Потворні та мерзенні» - Сауро Таманьїні — «Фортуната» - Паоло Дженовезе — «Ріккардо йде в пекло» | ★ Аффонсо Гонсалвес — «Чамбра» - Федеріко Марія Манескі — «Кохання і злочинний світ» - Массімо Квалья — «Дівчина в тумані» - Стефано Краверо — «Ніко, 1988» - Консуело Катуччі — «Місце» |
| Найкращий звук | Найкращі візуальні ефекти |
| ★ Адріано Ді Лоренцо, Альберто Падоан, Марк Бастьєн, Ерік Граттепайн, Франко Піскопо — «Ніко, 1988» - Фабіо Конка, Джуліано Маркаччіні, Данієле Де Анжеліс, Джузеппе Д'Амато, Антоніо Джаннантоніо, Даріо Кальварі, Алессандро Чеккаччі — «Зачарований Неаполь» - Андреа Кутілло, Timeline Studio, Джорджо Мольфіні — «Кішка-Попелюшка» - Лавінія Буркері, Симоне Костантіно, Кліудіо Спінеллі, Джанлука Базілі, Серджо Базілі, Антоніо Тірінеллі, Надя Паоне — «Кохання і злочинний світ» - Джузеппе Триподі, Флоріан Февр, Жульєн Перес — «Чамбра» | ★ Mad Entertainment — «Кішка-Попелюшка» - Chromatica, Wonderlab, Hive Division — Addio Fottuti Musi Verdi - Palantir Digital — «Кохання і злочинний світ» - Autre Chose — «Потворні та мерзенні» - Frame by Frame — «Моноліт» |
| Найкращий європейський фільм | Найкращий іноземний фільм |
| ★ «Квадрат» — Рубен Естлунд (Швеція/Німеччина/Франція/Данія/США) - «120 ударів на хвилину» — Робен Кампійо (Франція) - «Борг проти Макінроя» — Янус Мец Педерсен (Швеція/Данія/Фінляндія) - «Вона» — Пол Верговен (Франція/Німеччина/Бельгія) - «З любов'ю, Вінсент» — Дорота Кобєля та Г'ю Велчман (Велика Британія/Польща) | ★ «Дюнкерк» — Крістофер Нолан (Велика Британія/Нідерланди/Франція/США) - «Ла-Ла Ленд» — Демієн Шазелл (США) - «Манчестер біля моря» — Кеннет Лонерган (США) - «Нелюбов» — Андрій Звягінцев (Росія/Франція/Бельгія/Німеччина) - «Образа» — Зіад Дуері (Ліван/Франція/Бельгія/США)                                                                                               |
| Найкращий документальний фільм | Найкращий короткометражний фільм |
| ★ «Яскраве божевілля Марко Феррері» / La lucida follia di Marco Ferreri, реж. Ансельма Делл'Оліо - «Італійська робота: Paramount Pictures та Італія» / The italian jobs: Paramount Pictures e l'Italia, реж. Марко Спаньйолі - «Саро» / Saro, реж. Енріко Марія Артале - «Ура Джузеппе» / Evviva Giuseppe, реж. Стефано Консільйо - '78 — Vai piano ma vinci, реж. Аліса Філіппі | ★ «Бісміллах» Bismillah, реж. Алессандро Гранде - «День» / La giornata, реж. Піппо Медзапеса - «Конфіно» / Confino, реж. Ніко Бономоло - Mezzanotte zero zero, реж. Нікола Конверса - Pazzo & Bella, реж. Марчелло Ді Ното |
| Премія «Молодіжний Давид» | |
| ★ «Усе, що забажаєте», реж. Франческо Бруні - «Грамінья», реж. Себастьяно Ріццо - «Кішка-Попелюшка», реж. Алессандро Рак, Іван Каппієлло, Маріно Гуарньєрі, Даріо Сансон - «Місце», реж. Паоло Дженовезе - «Сицилійська історія привидів», реж. Фабіо Грассадонія та Паоло П'яцца | |

### Спеціальні нагороди
| Нагорода            | Лауреат(и)                     | Лауреат(и)                        |                                   |
| ------------------- | ------------------------------ | --------------------------------- | --------------------------------- |
| Спеціальний «Давид» |                                | ★ Стефанія Сандреллі — за кар'єру | ★ Стефанія Сандреллі — за кар'єру |
| Спеціальний «Давид» | ★ Стівен Спілберг — за кар'єру |                                   |                                   |
| Спеціальний «Давид» | ★ Даян Кітон — за кар'єру      |                                   |                                   |